# آگوا نووا
آگوا نووا (به پرتغالی: Água Nova) یکی از شهرستان های برزیل است که در ریو گرانده شمالی واقع شده‌است.